# Yaman
Yaman ist ein türkischer und arabischer männlicher Vorname und Familienname.

## Herkunft und Bedeutung
Für den türkischen Name gibt es verschiedene Übersetzungen: 
- „heftig“, „fabelhaft“, „wunderbar“, „überwältigend“[1]
- „überaus geschickt“ „raffiniert“[1][2]
- „schlimm“, „furchterregend“[2]
- „mutig“, „kräftig“[2]

Der arabische Name يَمَان Yaman, Yamaan bedeutet „gesegnet“ oder „Mann aus dem Jemen“.

## Verbreitung
Yaman ist in der Türkei und im arabischen und persischen Raum verbreitet, wird jedoch nur selten vergeben.

## Namensträger

### Vorname
- Yaman Okay (1951–1993), türkischer Schauspieler

### Familienname
- Aylin Yaman (* 1967), türkische Politikerin (CHP)
- Can Yaman (* 1989), türkischer Schauspieler
- Furkan Yaman (* 1996), türkischer Fußballspieler
- Volkan Yaman (* 1982), deutsch-türkischer Fußballspieler

## Andere Bedeutungen
- indischer Raga Stil, auch Kalyani genannt